# Chiesa di San Domenico (Trani)
La chiesa di San Domenico è una chiesa barocca di Trani. Rappresenta uno dei monumenti più caratteristici della città, soprattutto grazie all'iconica vela con la finestra sul cielo che caratterizzano la sua facciata.

## Storia
L'attuale chiesa venne edificata nella seconda metà del XVIII secolo sull'area ricavata della demolizione della duecentesca chiesa di Santa Croce, di cui resta solamente il piccolo campanile romanico, incorporato nell'attuale edificio, e la cappella dedicata a San Giovanni, all'interno del penitenziario femminile adiacente all'edificio.
La fondazione della chiesa di Santa Croce è attribuita alla figura del beato Nicola Paglia da Giovinazzo, discepolo di San Domenico che, durante un soggiorno a Trani nel 1224, ebbe una visione in cui una croce raggiante indicava il luogo prescelto dove costruire una nuova chiesa e un nuovo monastero per il nascente ordine domenicano. Il monastero fu il primo convento domenicano istituito in Puglia. La costruzione proseguì negli anni successivi, come attesta una donazione del 1227 di cento once d'oro alla fabbrica del convento de'Predicatori. Il complesso di Santa Croce sorse in una zona scarsamente urbanizzata all'epoca, relativamente lontana dal borgo medievale ma inclusa nel progetto di espansione muraria portato avanti da Federico II di Svevia.
Nel 1291 il convento divenne sede di una scuola di teologia, in particolare lo studium in naturis, ovvero l'insegnamento della filosofia aristotelica in materia di fisica, psicologia, metafisica e astronomia. Originariamente assegnata nel 1288 al convento della vicina Barletta, istituito nel 1238, la scuola venne divisa in due sezioni, lasciando a Barletta lo studium veteri logice et tractatuum. La preparazione filosofica dei giovani domenicani poteva essere completata tra le due città adriatiche, mentre gli studi in artibus (in logica e grammatica) venivano effettuati in altre sedi.
Il cenobio crebbe durante l'epoca angioina, grazie soprattutto ai privilegi concessi direttamente dai sovrani del Regno: Carlo II d'Angiò donò una rendita di un fiorino a settimana a partire dal 1294, lascito a cui obbligava tutti i suoi eredi in remissione dei suoi peccati. Il privilegio venne confermato da Alfonso d'Aragona nel 1494 e sopravvisse fino alla metà del XVIII secolo. Carlo d'Angiò fu particolarmente magnanimo con i domenicani, concedendo loro anche sedici tomoli di sale (privilegio confermato da Ferdinando d'Aragona nel 1465) e nel 1304 un campo di terra vacua situato nei pressi del convento e utilizzato in precedenza dalla comunità ebraica tranese come cimitero. I domenicani erano infatti particolarmente attivi nella conversione degli ebrei, fortemente appoggiata dai primi sovrani angioini: a partire dalla seconda metà del XIII secolo le quattro sinagoghe cittadine verranno progressivamente riconvertite al culto cristiano, tra cui la sinagoga riconsacrata con il nome di San Pietro Martire, in onore dell'inquisitore domenicano Pietro da Verona ucciso nel 1252.
La presenza di sepolture e altari patrocinati dalle principali famiglie nobili tranesi testimoniano l'importanza di Santa Croce prima e di San Domenico poi nelle diverse epoche della storia della città.
Il progetto per la costruzione di una nuova chiesa monumentale iniziò nella prima metà del XVII secolo grazie all'opera dall'arcivescovo Diego Alvarez, anch'egli appartenente ai domenicani. Tuttavia i lavori iniziarono e vennero completati più di un secolo dopo, nel 1763.
La chiesa di San Domenico venne dichiarata Santuario della Madonna del Rosario nel 1966. Il culto della Madonna del Rosario è però attestato a Trani fin dal 1600, come dimostra la testimonianza di una processione devozionale in atti del 1689 e la presenza di una Confraternita (Confraternita del SS. Rosario) con sede proprio in San Domenico fin dal 1712. La Confraternita si estinse intorno al 1960. La chiesa di San Domenico ospitò per un breve periodo anche la Confraternita di San Vito Martire, una delle più antiche in città: dopo la demolizione della chiesa di San Vito nel 1827, situata nei pressi di San Domenico, la Confraternita si trasferì in seguito nella chiesa del Carmine e successivamente in quella di Santa Chiara, dove tuttora risiede.
La chiesa di San Domenico è stata adibita al culto, ospitando anche convegni, mostre artistiche e concerti di musica classica fino al 2018.
Il monastero di Santa Croce venne soppresso nel 1809 durante l'occupazione napoleonica, restaurato nel 1821 e definitivamente soppresso immediatamente dopo l'Unità d'Italia. Prima della sua definitiva soppressione, nel 1849 il convento ospitò il Liceo, diretto dai frati domenicani. Nel 1867 il convento divenne sede del penitenziario femminile, uso a cui è tutt'oggi adibito.

## Descrizione
La facciata è composta da due ordini, movimentata dalle quattro lesene molto pronunciate, dalle nicchie dei corpi laterali e dalla finestra centrale. È coronata da un fastigio mistilineo con apertura centrale. La facciata presenta tre nicchie vuote: non è noto se queste nicchie siano state progettate per ospitare sculture ma dall'epoca della loro costruzione non ne hanno mai ospitata alcuna.
La chiesa di San Domenico presenta una struttura a croce latina con una cupola centrale. L'interno dell'edificio è diviso in tre ampie navate da alti pilastri. Le numerose cappelle gentilizie e gli altari in essi presenti rappresentano mirabili esempi di arte barocca. Gli altari e le sepolture sono testimonianza dell'importanza della chiesa nella storia cittadina: all'interno di San Domenico vi è infatti, tra le altre, la sepoltura senza spoglia di Giuseppe Campitelli, generale dell'esercito austriaco morto a Pilsen il 6 aprile nel 1763 e quella Riccardo Candido, uno dei promotori della costruzione del teatro cittadino, uno dei primi nell'intero meridione d'Italia. Dalla chiesa di Santa Croce vi è la lapide sepolcrale di Accio Passasepe, originario di Verona e sindaco della città nel 1464 e promotore della costruzione della torre dell'orologio adiacente alla chiesa di San Donato.
Numerose anche le cappelle patrocinate dalle principali famiglie tranesi all'epoca della costruzione della chiesa barocca: sulla navata sinistra sono collocate le cappelle dei Candido (con la sopra citata tomba di Riccardo), Laghezza (dedicata a Francesco, altro promotore della costruzione del teatro e sindaco di Trani durante la tragica occupazione francese del 1799) e Beltrani, mentre sulla destra sono presenti le cappelle dei De Angelis (successivamente venduta alla famiglia Palumbo), Antonacci e Campitelli.
La chiesa conserva due importanti opere pittoriche, la tavola della Madonna del Rosario che dona la corona a San Domenico e l'Adorazione dei Pastori.
La tavola della Madonna del Rosario è stata realizzata nel 1558 da un pittore di scuola umbro-toscana: l'opera non trova riscontri nella produzione locale dell'epoca, aumentandone il pregio storico e artistico. Attorno alla composizione centrale in cui è rappresentata la scena della donazione della corona sono dipinte quindici scene relative ai misteri del Rosario. Nella parte inferiore della tavola, in proporzioni più piccole rispetto alle altre figure, è rappresentato Fabio de Boctunis, nobile tranese che donò il quadro alla chiesa di Santa Croce.
L'Adorazione dei Pastori costituisce invece la pala dell'altare laterale, realizzato ad opera della famiglia Antonacci. Il dipinto venne eseguito nel 1777 dal pittore locale Giambattista Calò: la ricchezza compositiva, la plasticità delle figure e gli accentuati toni cromatici sono tratti riconoscibili dell'opera di Calò, già autore in città del Martirio di Sant'Agnese del soffitto della navata centrale della chiesa di Santa Chiara e di tre tele nella Chiesa di Santa Teresa.
Nella chiesa è conservato un esempio di Vesperbild: la scultura, probabile opera dello scultore pugliese Paolo Catalano da Cassano, venne realizzata nel 1521 e donata alla chiesa dei domenicani dalla nobile famiglia De Angelis.
Il Centro Internazionale di Sindonologia di Torino ha concesso nel 1979 alla chiesa la presenza e l'ostensione permanente della Sacra Sindone in copia fotografica autentica su tela a grandezza naturale, per il culto e la ricerca scientifica. Il 3 maggio 2009 è stata inaugurata l'ostensione permanente di una duplice copia, fedele riproduzione delle fotografie ufficiali realizzate da Gian Carlo Durante nel 2002 dopo i recenti interventi atti a preservare l'integrità del tessuto: alla fotografia a colori naturali è stata aggiunta la stampa del negativo fotografico realizzato con pellicola bianco e nero. Questa particolare stampa è l'unica ad essere esposta e consente una migliore osservazione dei segni delle ferite impresse sul telo.

### Degrado e interventi di restauro
La chiesa appare particolarmente danneggiata sia a livello strutturale che per quanto riguarda lo stato delle decorazioni pittoriche e delle opere d'arte. 
Problemi di staticità delle strutture sono evidenti, come ad esempio quelli riguardanti il finestrone del transetto della chiesa, le cui cerniere sono ormai esposte a causa dello sgretolamento dei bordi in muratura e le cui strutture in legno appaiono consumate e infracidite. La finestra è stata momentaneamente asportata e sostituita da un pannello in legno, bloccato a sua volta da assi trasversali in ferro che ne assicurano la stabilità.
Degno di nota l'episodio della caduta di calcinacci di modeste dimensioni e pezzi di  stucco dalla volta della chiesa in occasione di un concerto di musica classica ospitato nel 2010. Notevoli segni di incuria sono visibili nelle cappelle laterale, nelle quali ai piedi degli altari sono stati spesso osservati frammenti di intonaco anche di grandi dimensioni e le pareti ai lati mostrano in alcuni punti dei mattoni a vista.
Lo stato dell'edificio e sulla necessità di un restauro è stato oggetto di rinnovata attenzione da parte dalla stampa locale, associazioni e da alcuni cittadini costituitisi nel "Comitato Pro San Domenico Trani", nato con lo scopo di sensibilizzare la cittadinanza sullo stato di questo importante elemento del patrimonio storico-artistico locale e promuoverne il restauro.
La chiesa non è più aperta al pubblico dall'8 gennaio 2018.

## Galleria d'immagini

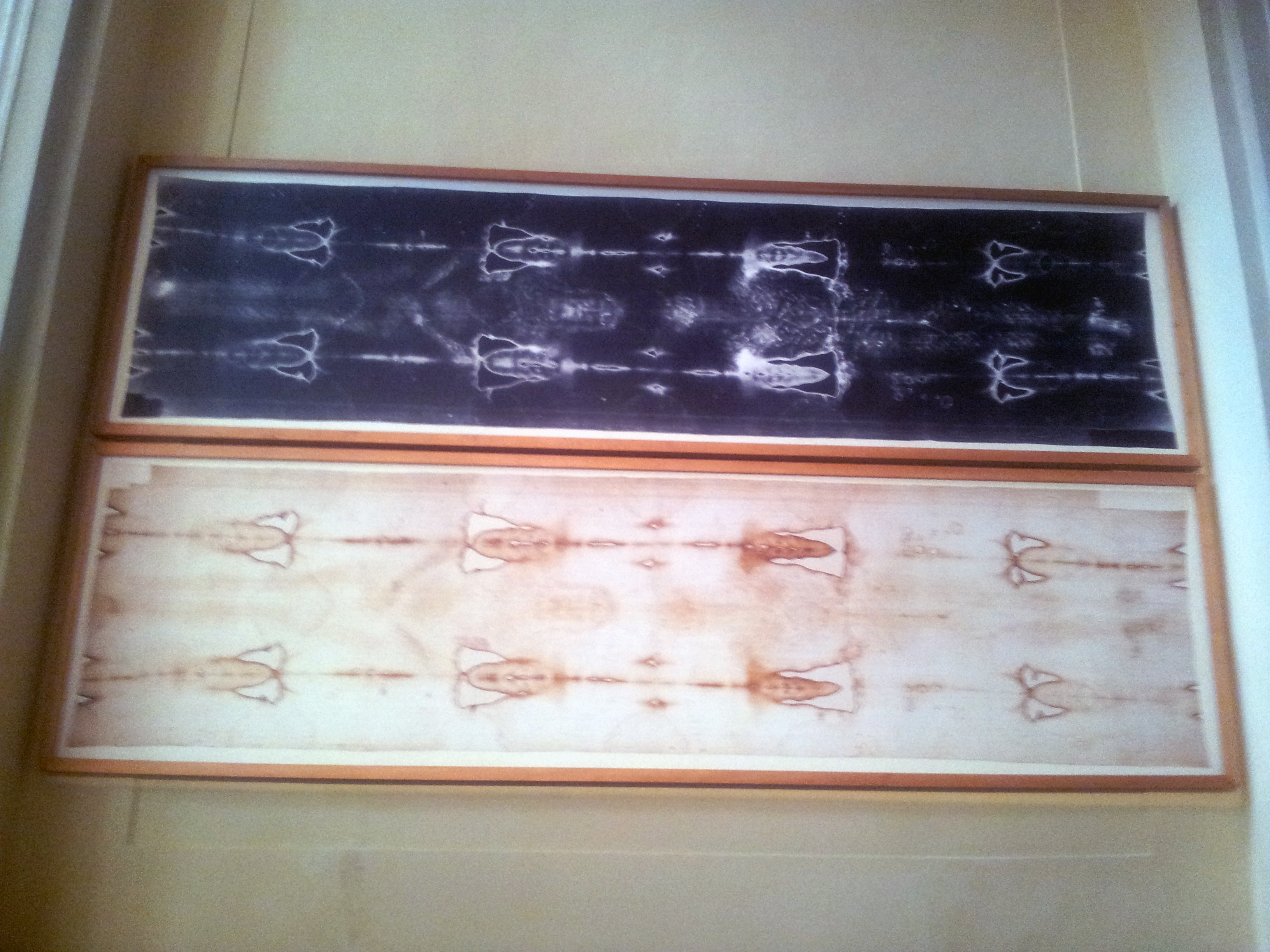
copia a grandezza naturale della Sacra Sindone
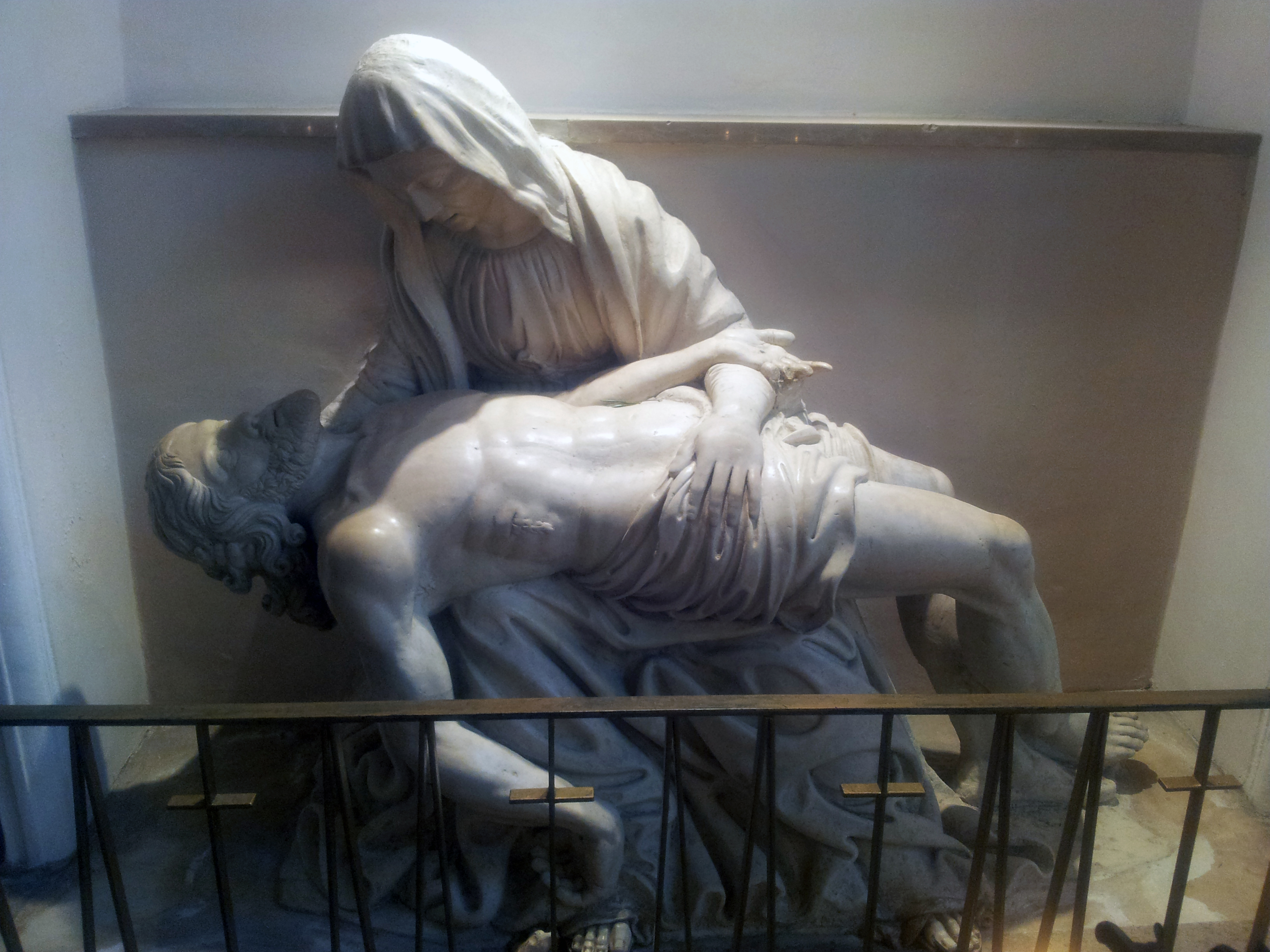
Pietà chiesa San Domenico Trani